# Christina Aguilera
Christina María Aguilera (Staten Island, 18 de dezembro de 1980) é uma cantora, compositora e atriz americana. Conhecida por sua extensão vocal de quatro oitavas e habilidade de sustentar notas altas, ela é referida como a "Voz da Geração". Aguilera alcançou o estrelato com seu álbum homônimo, com o qual ela é creditada por influenciar o renascimento do teen pop no final da década de 1990 e início da década de 2000. Seus trabalhos, que incorporam feminismo, sexualidade e violência doméstica, geraram elogios da crítica e controvérsia na mídia, pelos quais ela é frequentemente citada como influência por diversos artistas.
Depois de aparecer em diversos programas de televisão, Aguilera assinou com a RCA Records em 1998. Seu álbum de estreia produziu três canções que alcançaram o pico da Billboard Hot 100 — "Genie in a Bottle", "What a Girl Wants" e "Come On Over Baby (All I Want Is You)" —, além de lhe render o Grammy Award de Artista Revelação. Estabelecida como uma artista de música adolescente, ela divulgou seu primeiro álbum em espanhol, Mi Reflejo (2000), que liderou a Billboard Top Latin Albums por dezenove semanas consecutivas. Aguilera assumiu o controle criativo de seu quarto projeto em estúdio, Stripped (2002), com o qual ela mudou o curso de sua carreira; no videoclipe de "Dirrty", ela causou controvérsia por se apresentar sexualmente, causando o rompimento de sua imagem como ídolo adolescente. Enquanto os temas "Beautiful", "Fighter" e "Can't Hold Us Down" figuraram entre as dez mais vendidas em diversos países, ela foi eleita como a artista feminina mais bem-sucedida de 2003.
Seu quinto disco, Back to Basics (2006), foi recebido com críticas favoráveis e veio a ser o segundo material de sua carreira a estrear no topo da Billboard 200; além disso, foi responsável por produzir as bem-sucedidas faixas "Ain't No Other Man" e "Hurt". Em 2010, Aguilera estreou nos cinemas com o musical Burlesque e contribuiu com sua trilha sonora, responsável por gerar duas indicações ao Globo de Ouro de Melhor Canção Original. Nos anos seguintes, fez participação nas faixas de sucesso "Feel This Moment" e "Say Something"; em 2011, com "Moves Like Jagger", ela alcançou o feito de liderar a Billboard Hot 100 em cada uma das três décadas de sua carreira, cuja canção foi reconhecida como uma das mais vendidas digitalmente no mundo. Fora de seus trabalhos na indústria fonográfica, colaborou como porta-voz do Programa Alimentar Mundial, além de realizar projetos na televisão atuando como treinadora na competição The Voice (2011–16) e como atriz na série dramática Nashville (2015). Em 2019, deu início à Christina Aguilera: The Xperience, sua residência de seis etapas no Planet Hollywood Resort and Casino, em Las Vegas.
Aguilera é considerada um ícone da cultura popular e é geralmente descrita como uma artista triple threat. Ao longo de sua carreira, estima-se que ela tenha vendido cerca de 100 milhões de cópias com seus trabalhos, sendo reconhecida como uma recordista de vendas no mundo; em 2009, foi classificada como a vigésima artista mais bem-sucedida da década de 2000 pela Billboard. Entre seus diversos prêmios e reconhecimentos encontram-se cinco Grammy Awards, dois Grammy Latinos, dois MTV Video Music Awards (VMA), um feito reconhecido pelo Guinness World Records, uma estrela na Calçada da Fama de Hollywood, além de ser nomeada como uma Lenda da Disney. Aguilera é referida ainda como uma das artistas latinas mais proeminentes da indústria do entretenimento; em 2013, a revista Time a incluiu na lista das 100 pessoas mais influentes do mundo, além de ter sido eleita a oitava maior mulher da história da música pelo VH1. Além disso, ela é citada como uma das maiores cantoras da música contemporânea, sendo classificada entre as maiores de todos os tempos por revistas como Rolling Stone e Consequence of Sound.

## Vida e carreira

### Infância e primeiros trabalhos (1980–1998)
Christina María Aguilera nasceu no dia 18 de dezembro de 1980 em Staten Island, Nova Iorque, sendo a primeira filha de Shelly Loraine Fidler (1960) e Fausto Xavier Aguilera (1949). A irmã mais nova de Aguilera é Rachel (1986). Seu pai, um equatoriano com cidadania norte-americana, atuava como sargento no exército dos Estados Unidos, enquanto sua mãe, com ascendência irlandesa e alemã, trabalhava como professora de espanhol e possuía habilidades com violino e piano. Por conta do serviço militar de seu pai, sua família se mudava constantemente, passando uma temporada nos estados do Texas e da Nova Jérsei, até partirem para o Japão, onde permaneceram por pelo menos três anos. Durante sua infância, presenciou brigas constantes entre seus pais, com algumas partindo para agressões físicas; quando Aguilera se tornou alvo da violência doméstica, Shelly fugiu levando as crianças para morar com a mãe no subúrbio de Rochester, na Pensilvânia, entrando com pedido de divórcio posteriormente. Enquanto explorava discos antigos de sua avó, Christina desenvolveu seu interesse pela música e foi incentivada por familiares à ingressar em competições de talentos locais.

"Quando cheguei ao The Mickey Mouse Club foi a primeira vez que estive [em contato] com várias outras crianças que adoravam fazer o mesmo trabalho que eu e eram apaixonadas pela mesma coisa que eu também era. Então foi realmente emocionante para mim quase sentir que havia encontrado o meu lugar".

—Aguilera em uma entrevista para o The Guardian, em 2008.
Em 1988, inscreveu-se pela primeira vez em uma competição de talentos, desafiando um garoto de doze anos com uma interpretação de "Greatest Love of All", gravada por Whitney Houston; apesar de ter sido aplaudida por espectadores, não foi escolhida como vencedora. Seguida por outras disputas, passou a ser reconhecida na cidade como a "garotinha do vozeirão", sendo convidada para gravar programas de rádio e na televisão local. Em 1990, foi escolhida como uma das concorrentes do Star Search, sua primeira aparição em rede nacional; no espetáculo, voltou a disputar a permanência do programa com um garoto mais velho onde, novamente, não venceu. Por conta de seu desempenho no programa, passou a ser vítima de bullying na escola e, ao passo em que tinha seu talento reconhecido por professores, foi considerada como "arrogante" por outros alunos. No ano seguinte, realizou testes para compor o elenco da atração The Mickey Mouse Club, onde concorreu com mais de 400 candidatos; apesar de entrar para a lista de finalistas, não foi aceita por não preencher o requisito de idade mínima.
Depois de uma série de aparições na televisão, Aguilera foi convocada para cantar o hino nacional dos Estados Unidos em jogos esportivos dos Pittsburgh Penguins, Pittsburgh Steelers e Pittsburgh Pirates. Em 1992, Shelly recebeu um telefonema de um dos produtores de The Mickey Mouse Club que havia mantido em arquivo fitas das últimas audições de Aguilera, questionando se a jovem ainda possuía interesse em se tornar uma "Mouseketeer". Com uma resposta positiva, ela foi enviada para concorrer contra 15 mil jovens de todo o país, sendo finalmente escolhida como uma das integrantes do programa, composto por outros talentos notáveis como Britney Spears, Justin Timberlake e Ryan Gosling. Desempenhando papéis em números de comédias e musicais no espetáculo, Aguilera se mudou com a família para Orlando, onde permaneceu até o término da atração em 1994. Seus esforços seguintes foram com lançamentos independentes para diversas gravadoras em busca de um contrato de gravação, até chamar a atenção da Walt Disney Records, pela qual foi selecionada para interpretar "Reflection", presente na trilha sonora do filme de animação Mulan (1998).

### Sucesso internacional (1999–2001)
Após ouvir seu desempenho em "Reflection", Ron Fair — diretor executivo da RCA Records — ofereceu à Aguilera um contrato com o selo, afirmando ter ficado "impressionado com seu talento puro". Imediatamente após a assinatura do contrato, ela deu início às sessões de gravação de seu disco de estreia, desejando criar um projeto inspirado pelo R&B; no entanto, executivos da gravadora insistiram para que gravasse um material direcionado ao público adolescente, ao passo em que era crescente a popularidade do teen pop no final da década de 1990. Em 24 de agosto de 1999, seu álbum de estreia foi disponibilizado para o público, sendo recebido com opiniões divididas da crítica especializada; apesar de não se mostrarem otimistas com seu conteúdo, Ann Powers, jornalista do The New York Times, noticiou que o trabalho "sugere o surgimento de uma cantora de verdade [com] poder e alcance vocal impressionante". Em termos comerciais, distribuiu cerca de 252 mil cópias em sua primeira semana, chegando à liderança da Billboard 200, principal tabela dos Estados Unidos. Ao redor do mundo, a obra alcançou sucesso semelhante; em menos de um ano de divulgação, havia comercializado aproximadamente 10 milhões de exemplares, fazendo com que a BBC News a reconhecesse como "um dos talentos mais bem-sucedidos [e] observados da América".
"Genie in a Bottle" foi disponibilizada como a primeira canção de trabalho usada na promoção do disco. Em seus primeiros meses, seu conteúdo lírico causou controvérsia; a Radio Disney censurou suas letras acusadas de fazerem referências sexuais, enquanto a veterana Debbie Gibson afirmou ter "ficado horrorizada em ouvir [a canção] interpretada por uma jovem de 18 anos". Após ser questionada, Aguilera se defendeu das acusações, explicando que "a música não é sobre sexo, é sobre autorrespeito [...] sobre não ceder à tentação até que você seja respeitado". No entanto, em questões comerciais, o tema se tornou popular entre o público; em menos de um mês, alcançou o primeiro lugar da Billboard Hot 100 — posição que ocupou por cinco semanas consecutivas —, encerrando o ano como a segunda faixa mais comercializada nos Estados Unidos. Ao redor do mundo, chegou ao topo das paradas musicais em mais de vinte países, acumulando vendas superiores à 12 milhões de unidades. O sucesso comercial da canção foi repetido com a divulgação de "What a Girl Wants" (1999) e "Come On Over Baby (All I Want Is You)" (2000), mantendo o interesse do público no disco. Desde então, estimam-se que seu projeto de estreia tenha distribuído cerca de 17 milhões de exemplares à nível mundial.
No início de 2000, Aguilera se apresentou como atração de intervalo no Super Bowl XXXIV e ganhou destaque na mídia ao vencer o Grammy Award de Artista Revelação. Em um artigo para a revista Time, Christopher J. Farley descreveu que sua vitória na categoria a colocou "no topo do mundo da música adolescente", credenciando-a como "uma verdadeira cantora". Seus esforços seguintes foram com a divulgação de um disco em espanhol, Mi Reflejo (2000), responsável por uma permanência recorde de dezenove semanas na liderança da Billboard Latin Albums; em relação às suas vendas, foram 3 milhões de cópias comercializadas ao redor do mundo. Em reconhecimento ao seu desempenho no projeto, foi agraciada com o Grammy Latino de Melhor Álbum Vocal Feminino de Pop. No mesmo período, deu início à sua primeira série de concertos através da Christina Aguilera in Concert e assinou um contrato para estrelar em comerciais como garota-propaganda da rede de refrigerantes Coca-Cola. No ano seguinte, destacou-se em colaboração com Ricky Martin para "Nobody Wants to Be Lonely", bem como em parceria com Lil' Kim, Mýa e Pink para "Lady Marmalade"; ambos os temas foram bem-sucedidos nas tabelas musicais de todo o mundo, além de receberem indicação ao Grammy Award de Melhor Colaboração de Pop com Vocais, com a última saindo vitoriosa. Em sua vida pessoal, passou esse período mantendo um relacionamento com um de seus dançarinos, Jorge Santos.

### Mudança de imagem e controvérsias (2002–2003)

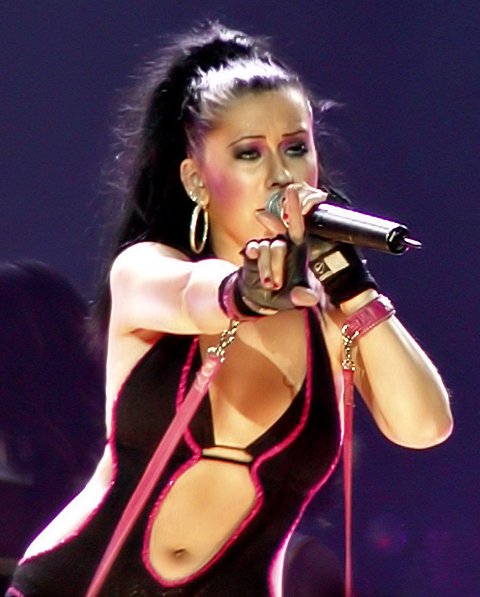
Aguilera em um concerto da Stripped World Tour após adotar sua nova e polêmica imagem sob o alter ego Xtina, em 2003.

Em 2002, Aguilera confirmou que estava planejando seu próximo material, afirmando que assumiria o controle criativo sobre o seu conteúdo, ao passo em que estava insatisfeita com sua imagem de artista direcionada ao público adolescente. Ela explicou que o novo disco serviria como "um novo começo, uma reintrodução de [si mesma] como uma nova artista". Durante esse período, adotou uma imagem mais provocante; com os cabelos pretos e um vestuário mais revelador, passou a denominar-se como Xtina. A primeira prévia para o projeto veio em "Dirrty", faixa que não foi bem avaliada, especialmente após a divulgação de seu vídeo musical, onde a artista fazia referência à diversos fetiches sexuais. Em uma revisão da obra, Josh Tryangiel, editor da revista Time, exclamou que "Aguilera parecia ter chegado diretamente de uma convenção intergalática de prostitutas", ao passo em que também recebia críticas de artistas como Shakira e Jessica Simpson. Na Tailândia, houve protestos para que ele deixasse de ser exibido na televisão, denunciando os pôsteres presentes no vídeo que divulgavam o turismo sexual no país. David LaChapelle, diretor da obra audiovisual, afirmou que não sabia o que estava escrito nos cartazes.
Apesar de ter alcançado a liderança da principal tabela do Reino Unido, "Dirrty" veio a ser seu pior desempenho nos Estados Unidos até aquele momento; na Billboard Hot 100, chegou ao 48º lugar. Sua nova imagem e polêmicas relacionadas com ela começaram a ofuscar sua música; em sua defesa, Aguilera considerou que sua nova direção artística era "ousada e aberta [...] medidas tomadas por verdadeiros artistas". Em outubro de 2002 divulgou seu quarto projeto intitulado Stripped — em reflexo à sua nova figura, o disco foi recebido com ambiguidade pela crítica especializada que o considerou "exagerado" e "fora de foco", apesar de prezarem por sua habilidade vocal. Seu esforço seguinte foi em "Beautiful", canção responsável por recuperar sua popularidade em território norte-americano e amenizar críticas iniciais ao novo projeto. Com a referida obra, Aguilera também recebeu destaque por sua representação positiva de homossexuais e transgêneros em seu videoclipe, bem como foi vencedora da estatueta de Melhor Performance Vocal Feminina de Pop na 46ª edição do Grammy Awards.
Em 2003, enquanto "Beautiful" se tornava uma das vinte canções mais populares nos Estados Unidos, foi extraído do disco os temas "Can't Hold Us Down", "Fighter" e "The Voice Within", responsáveis por manter seu disco nas tabelas musicais no mundo. Em termos comerciais, Stripped repetiu o efeito de seus trabalhos anteriores; em seu país de origem, foram cerca de 5 milhões de unidades distribuídas, recebendo o disco de platina quíntupla através da Recording Industry Association of America (RIAA). No Reino Unido, foram mais de 2 milhões de exemplares comercializados, tornando-se um dos quarenta projetos mais bem-sucedidos do milênio no território. Desde então, foram contabilizadas 12 milhões de cópias vendidas do material por todo o globo. Para auxiliar na promoção ao disco, Aguilera embarcou em uma série de concertos realizados na Justified and Stripped Tour — em conjunto com Justin Timberlake — e durante a Stripped World Tour. No mesmo período, foi destaque na mídia internacional em dois eventos televisivos altamente divulgados; o primeiro durante uma apresentação no MTV Video Music Awards (VMA) acompanhada por Britney Spears, onde ambas artistas beijavam Madonna, enquanto no outro entrava no palco vestida como freira para atuar como apresentadora do MTV Europe Music Awards (EMA).

### Amadurecimento e aclamação crítica (2004–2009)

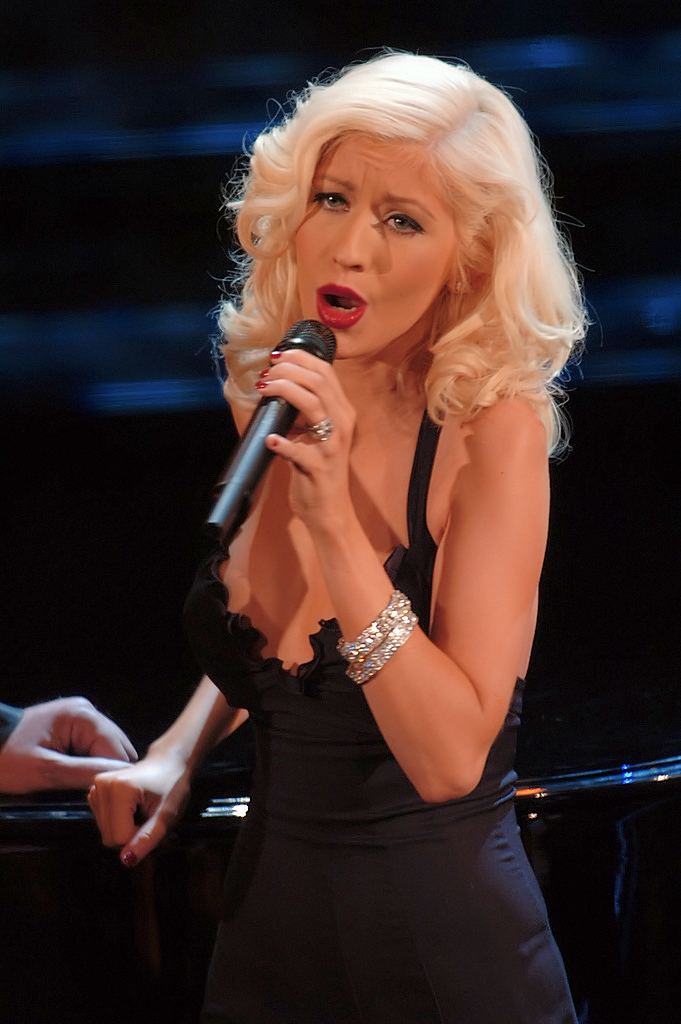
Aguilera durante uma apresentação no Festival de Sanremo, na Itália, em 2006.

No início de 2004 Aguilera estava em um relacionamento com o executivo Jordan Bratman; o casamento entre eles ocorreu no final do ano seguinte, em uma propriedade privada no Condado de Napa, na Califórnia. No mesmo período, colaborou como vocalista para os temas "Car Wash" e "Tilt Ya Head Back" em parceria com Missy Elliott e Nelly, respectivamente. Ao passo em que planejava seu quinto projeto de inéditas, voltou a reformular sua imagem quando adotou o loiro platinado em seus cabelos e aderiu um vestuário inspirado por modelo pin-up, passando a se referir como Baby Jane. Em 2006, estrelou como garota-propaganda em comerciais promovidos pela Pepsi e divulgou a primeira prévia de sua nova direção artística, "Ain't No Other Man". Recebida com elogios da crítica em decorrência de sua mistura de estilos atuais com elementos da velha guarda, foi comparada à obras de Aretha Franklin. Em âmbito comercial, posicionou-se entre as dez mais vendidas em diversos países, incluindo o Reino Unido; nos Estados Unidos, chegou ao sexto lugar da Billboard Hot 100.
Em 9 de agosto de 2006 Aguilera disponibilizou o disco Back to Basics, descrevendo-o como um "retrocesso" com elementos da velha guarda "combinados à fortes batidas modernas". Em sua avaliação crítica, o projeto foi considerado "inovador" e na "contramão" de trabalhos divulgados por outros artista da música contemporânea; o profissional Stephen Thomas Erlewine opinou que seu lançamento era uma "conquista notável" para sua discografia. Repetindo o desempenho comercial de seus antecessores, ocupou a liderança dos mais vendidos em tabelas de países como Alemanha, Austrália, Canadá, Reino Unido e Suíça; nos Estados Unidos, estreou no comando da Billboard 200 com mais de 346 mil unidades comercializadas na primeira semana de vendas. Desde então, estimam-se que foram mais de 5 milhões de exemplares distribuídos da obra ao redor do mundo, com 1.7 milhões de cópias vendidas apenas em seu país de origem, onde acabou sendo certificado como disco duplo de platina através da Recording Industry Association of America (RIAA).
Posteriormente, os temas "Hurt" e "Candyman" foram desenvolvidos como focos de promoção ao disco entre 2006 e 2007. No mesmo período, Aguilera embarcou em uma série de concertos através da Back to Basics Tour; reconhecido como o espetáculo de uma artista feminina mais rentável do período, arrecadou aproximadamente 29 milhões de dólares apenas em datas executadas na América do Norte. Em 2008, encerrou a atração se apresentando para mais de 20 mil espectadores em Abu Dhabi, temporada em que também deu à luz seu primeiro filho, Max Liron. No final do mesmo ano, em comemoração aos seus dez anos de carreira, divulgou sua primeira coletânea de sucessos, Keeps Gettin' Better: A Decade of Hits. Como principal meio de divulgação ao projeto, sua faixa título veio a ser a melhor estreia da vocalista em toda a carreira, chegando ao sétimo lugar da principal tabela musical dos Estados Unidos em reflexo às mais de 144 mil unidades comercializadas. No ano seguinte, foi revelado que havia dado início às filmagens de seu primeiro filme como atriz principal, contracenando com Cher e Stanley Tucci em um musical dirigido por Steve Antin.

### Estreia nos cinemas eThe Voice(2010–2012)

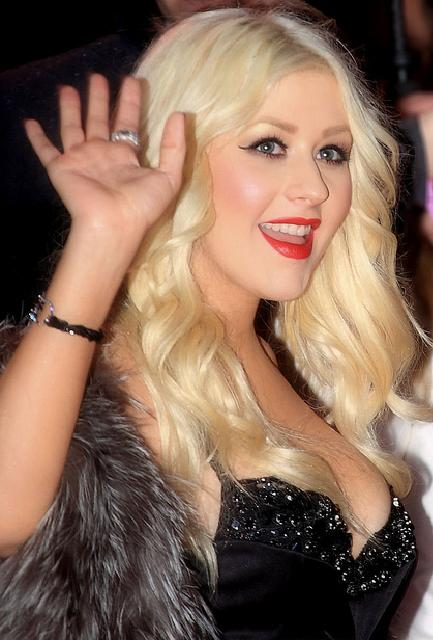
Aguilera durante o evento de divulgação de Burlesque em Londres, em 2010.

Ao encerrar as gravações de seu primeiro filme, Aguilera afirmou que divulgaria seu sexto álbum de inéditas, descrevendo-o como um "[projeto] sobre o futuro — sobre o meu filho em minha vida me motivando a experimentar, brincar e me divertir" ao passo em que seria diretamente inspirado pela música eletrônica. Em 8 de junho de 2010, o resultado final foi disponibilizado sob o título Bionic; diferentemente de seu antecessor, a crítica especializada foi menos otimista quanto ao seu conteúdo, considerando-o "forte, mas apenas em partes", outros opinavam que a artista estava "se aproveitando" da alta do electropop no mercado fonográfico. Comercialmente, não causou o mesmo impacto de seus últimos trabalhos; apesar de alcançar o topo no Reino Unido, teve o terceiro lugar como a sua melhor posição nos Estados Unidos. Desde então, estima-se que tenha sido distribuída mais de 800 mil unidades em seu país de origem. "Not Myself Tonight" e "You Lost Me" foram lançadas como meios de divulgação ao trabalho, mas não foram recebidas com entusiasmo por parte do público.
No final do ano Aguilera fez a sua estreia nos cinemas com Burlesque; apesar de ser elogiada por sua atuação, examinadores profissionais consideraram o roteiro do longa-metragem como "exagerado" e "clichê". No entanto, durante o Globo de Ouro de 2011, a obra recebeu uma indicação na categoria de Melhor Filme de Comédia ou Musical. Em sua atuação nas bilheterias, arrecadou cerca de 90 milhões de dólares ao redor do mundo, sendo que 39 milhões foram obtidas apenas em salas de cinema da América do Norte. Em conjunto com Cher, disponibilizou a trilha sonora da película, pela qual recebeu também uma nomeação ao Globo de Ouro de Melhor Canção Original em decorrência de seu desempenho na faixa "Bound to You". Além disso, o projeto foi responsável por distribuir cerca de 1.5 milhões exemplares nos Estados Unidos, vindo a ser o terceiro mais comercializado do gênero no país em 2011. No ano seguinte, durante a 54ª edição do Grammy Awards, foi escolhida como uma das concorrentes à estatueta na categoria de Melhor Trilha Sonora para Mídia Visual.
Em fevereiro de 2011, durante uma apresentação no Super Bowl XLV, Aguilera recebeu atenção da mídia internacional quando esqueceu algumas frases do hino nacional dos Estados Unidos. Posteriormente, foi noticiado que havia assinado um contrato com a National Broadcasting Company (NBC) para integrar o quadro de mentores do programa de competição The Voice. No meio do ano, atuou como artista convidada no tema "Moves Like Jagger", uma parceria com Maroon 5, pela qual retornou ao topo das paradas musicais, incluindo a Billboard Hot 100. Após comercializar cerca de 14.4 milhões de unidades, foi reconhecida como uma das canções mais vendidas digitalmente no mundo. No mesmo período, assinou seu divórcio de Jordan Bratman e começou a se relacionar com o produtor Matthew Rutler. No ano seguinte, a intérprete anunciou que a divulgação de seu sétimo registro abordaria problemas pessoais enfrentados por ela nos últimos anos. Em novembro de 2012, Lotus chegou às lojas de discos; vindo a ser o seu trabalho pior avaliado pela crítica, a Entertainment Weekly desaprovou sua "produção digitalmente sufocante que esgota toda a emoção de seus vocais". Causando pouco impacto nas tabelas musicais, acabou por receber o disco de ouro pela Recording Industry Association of America (RIAA).

### Parcerias e retorno aos palcos (2013–presente)

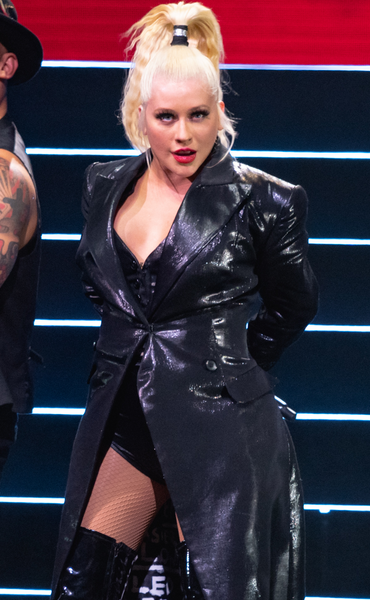
Aguilera durante uma das apresentações da The X Tour, em Londres, em 2019

Em 2013, Aguilera retornou ao quadro de mentores na quinta temporada de The Voice, onde foi noticiado que receberia cerca de 12 milhões mensais. Durante o mesmo período, colaborou com os artistas Pitbull e A Great Big World para os temas "Feel This Moment" e "Say Something", respectivamente, com ambas atraindo um bom desempenho em termos comerciais. Com esta última, a vocalista chegou à ocupar o quarto lugar da Billboard Hot 100, sua melhor posição em território norte-americano desde 2011; além disso, foi responsável por distribuir mais de 6 milhões de unidades em apenas um ano de divulgação, posicionando-se entre as mais vendidas digitalmente no mundo. Durante a 57.ª cerimônia do Grammy Awards, recebeu ainda o prêmio de Melhor Performance de Pop em Dueto ou Grupo. No ano seguinte, Aguilera ficou noiva de Matthew Rutler e deu à luz sua segunda filha, Summer Rain. Seus esforços seguintes foram como atriz coadjuvante na terceira temporada de Nashville (2015), além de papéis menores nos filmes Zoe e Life of the Party (ambos de 2018).
No início de 2018, a intérprete avisou que divulgaria seu próximo disco, além de iniciar o planejamento de um próximo material gravado em espanhol. Em 15 de junho, disponibilizou Liberation, posteriormente seu trabalho melhor avaliado pela crítica; Patrick Ryan, profissional do USA Today, o descreveu como um "álbum de retorno satisfatória que [a] reafirma como uma pioneira da música popular que não tem medo de se reinventar", enquanto a revista Rolling Stone considerou que a artista "encontrava-se em seu auge artístico". Por outro lado, tornou-se seu pior desempenho comercial nos Estados Unidos, distribuindo pouco mais de 400 mil unidades no país, além de fazer sua estreia na sexta colocação da Billboard 200. "Accelerate" e "Fall in Line" foram as faixas usadas para a promoção do registro, mas não foram bem-sucedidas no âmbito comercial. Durante a 61ª edição do Grammy Awards, a vocalista foi escolhida como concorrente nas categorias de Melhor Performance de Pop em Dueto ou Grupo (pelo tema "Fall in Line") e Melhor Performance de Rap Cantado (pelo tema "Like I Do").
Após uma década longe dos palcos, Aguilera planejou seu retorno em uma série de concertos promovida pela The Liberation Tour (2018); no ano seguinte, visitou países da Europa através da The X Tour (2019). De forma paralela, estreou em seu primeiro concerto de residência, nomeado Christina Aguilera: The Xperience, localizado no Planet Hollywood Resort and Casino, em Las Vegas. Após atrair uma bilheteria superior à 10 milhões de dólares, o espetáculo foi estendido até novembro de 2020, mas cancelado em razão à pandemia de COVID-19. Desde então, colaborou para as trilhas sonoras de The Addams Family (2019) e Mulan (2020). Seu segundo material em espanhol, Aguilera, foi disponibilizado em 31 de maio de 2022. Recebido com opiniões positivas pela crítica especializada, foi posteriormente vencedor da categoria de Melhor Álbum Pop Tradicional na 23ª edição do Grammy Latino, além de concorrer ao Grammy Award para Melhor Álbum Pop Latino. "Pa Mis Muchachas" e "Santo", faixas escolhidas para promoção do disco, chegaram a figurar entre as quarenta mais bem posicionadas na tabela Hot Latin Songs. No ano seguinte, Aguilera foi atração principal do Festival Internacional da Canção de Viña del Mar, atraindo a maior audiência do evento desde 2017.

## Outros trabalhos

### Investimentos
Fora de sua atuação na indústria fonográfica, Aguilera tem trabalhado em outros empreendimentos. Em 2016, após a fundação de sua própria produtora, MX Productions, assinou contrato com a companhia Lions Gate Entertainment para desenvolver um programa de competição musical destinado à Spike TV. No mesmo ano, começou a atuar como investidora de companhias como MasterClass, Lyft e Pinterest. Além disso, a intérprete atua com a comercialização de produtos próprios; em 2011, divulgou sua primeira linha de roupas através da São Paulo Fashion Week sendo, posteriormente, disponibilizada por estabelecimentos da C&A. Em 2004, deu início à sua linha de perfumes através da Procter & Gamble (P&G); com lançamentos anuais, suas fragrâncias se posicionaram entre as mais vendidas do Reino Unido entre 2007 e 2009. Em 2016, seu negócio foi adquirido pela Elizabeth Arden, Inc, onde foi levantado que a marca faturou mais de 10 milhões de dólares apenas em janeiro daquele ano.
Aguilera também esteve envolvida em uma série de iniciativas de marketing ao longo de sua carreira, estrelando como garota-propaganda para marcas como Sears, Levi's (2000), Mercedes-Benz (2004), Pepsi, Sony Ericsson (2006) e Oreo (2017). Em 2001, ela firmou um acordo com a Coca-Cola para atuar em uma série de comerciais televisivos cujo contrato foi estimado em 50 milhões de euros; dois anos depois, recebeu cerca de 200 mil libras para abrir as vendas de verão da loja de departamento Harrods, ao mesmo tempo em que inspirou uma linha de roupas da Versace, servindo como modelo de divulgação da mesma. Em 2008, recebeu cerca de 1.5 milhões de dólares para divulgar a primeira foto de seu filho recém-nascido para a revista People, tornando-se a nona fotografia de celebridade mais cara da história. Reconhecida como uma das artistas femininas mais ricas do entretenimento, estima-se que sua fortuna ultrapasse os 160 milhões de dólares. Em 2007, ela apareceu pela primeira vez na lista anual da revista Forbes com um patrimônio avaliado em mais de 60 milhões de dólares; no ano seguinte, a publicação a reconheceu como a sétima artista feminina que mais faturou, noticiando que ela tenha recebido mais 20 milhões com empreendimentos e seu negócio na música.

### Filantropia

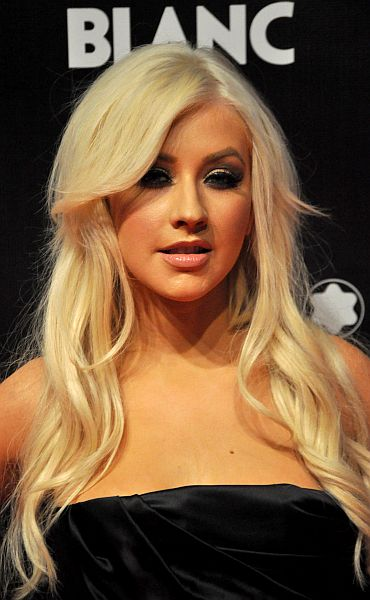
Aguilera durante um evento beneficente promovido pela Montblanc, em 2010

Aguilera tem feito trabalhos filantrópicos durante sua carreira. Em 2001, ela assinou uma carta aberta organizada pelo People for the Ethical Treatment of Animals (PETA) em direção à Coreia do Sul, apelando para que os governantes proíbam o consumo de cachorros e gatos. Em 2006, a cantora substituiu uma peça de autoria de Roberto Cavalli de seu figurino presente na Back to Basics Tour depois que descobriu que ele havia utilizado pele de raposa em sua composição. Em 2010, a intérprete leiloou ingressos para seus concertos através da Christie's, destinando os rendimentos para grupos ambientais sem fins lucrativos, entre eles o Conservação Internacional e o Conselho de Defesa dos Recursos Naturais. Aguilera também trabalhou na conscientização ao HIV/AIDS; em 2004, foi rosto para uma linha de maquiagens da MAC Cosmetics cujos lucros foram destinados no combate ao vírus. No ano seguinte, participou de um livro de fotografias destinado à levantar fundos para a Elton John AIDS Foundation, além de participar de uma campanha organizada pelo YouthAIDS.
Em 2003, enquanto visitava a cidade de Pittsburgh, na Pensilvânia, Aguilera doou cerca de 200 mil dólares para um centro de acolhimento e suporte para vítimas de violência doméstica; da mesma forma, em 2019, doou parte dos lucros de seu concerto de residência, Christina Aguilera: The Xperience, para uma organização situada em Las Vegas, Nevada. Além disso, gravou comerciais para o canal Lifetime pedindo o fim da violência contra a mulher. Seu empenho na causa fez com que fosse premiada pela fundação The Shade Tree. Em 2004, a intérprete também esteve envolvida com instituições que trabalham na luta contra o câncer de mama. No ano seguinte, colaborou com um evento de gala para arrecadar fundos à instituições de suporte à crianças na África do Sul, entre elas, uma organização de Nelson Mandela. Em 2008, participou da versão turca do programa Deal or No Deal, onde ganhou 180 mil liras — valor convertido em doações para orfanatos do país. Em 2010, participou de um evento que promovia o acesso de crianças à educação musical em uma iniciativa da Montblanc.
Em 2005, Aguilera converteu seus presentes de casamento em dinheiro e doou para instituições de caridade que estavam ajudando famílias atingidas pelo Furacão Katrina. Da mesma forma, em 2012, em decorrência do desastre causado pelo Furacão Sandy, participou de um especial organizado na National Broadcasting Company (NBC), onde interpretou a faixa "Beautiful" (2002) e pediu doações para a Cruz Vermelha Americana. Em resposta ao Terremoto no Haiti em 2010, a artista leiloou um automóvel Chrysler 300 e destinou o dinheiro arrecadado para auxiliar vítimas do desastre. Em parceria com outros artistas, participou ainda da maratona de doações Hope for Haiti Now, transmitido pela Columbia Broadcasting System (CBS), que distribuía lucros para as fundações Oxfam e Fundo das Nações Unidas para a Infância (UNICEF). Em 2009, tornou-se porta-voz do Programa Alimentar Mundial, filial da Organização das Nações Unidas (ONU). Através do programa, viajou para diversos países com altos índices de desnutrição, como Guatemala, Equador e Ruanda. Desde então, estima-se que tenha ajudado a levantar mais de 148 milhões de dólares para a organização. Em 2012, sua atuação no projeto fez com que fosse condecorada na Casa Branca por Hillary Clinton, até então atuando como Secretária de Estado.

## Características

### Habilidade vocal
Profissionais definem o tipo vocal de Aguilera como soprano, apresentando uma extensão vocal de quatro oitavas (de Dó3 à Dó♯7), além de ser capaz de executar o registro de apito. Após divulgar seu primeiro material, Ron Fair — executivo da RCA Records — afirmou apostar na cantora devido à sua "incrível entonação", considerando que ela possuía "poder vocal para se tornar a próxima Barbra Streisand ou Céline Dion". Em um artigo para a revista Slate, Maura Johnston considerou que embora a intérprete atue dentro da música popular contemporânea, ela dispõe de "um instrumento que, apesar de sua capacidade de pular oitavas, tem uma base grave semelhante àquela possuída por cantores de ópera". Destacando sua versatilidade vocal, o jornal The Boston Globe opinou que a artista é "uma verdadeira cantora [...] abençoada vocalmente com uma elasticidade deslumbrante, notas preciosas e poder puro que separam as divas de amadoras". Além disso, Aguilera é reconhecida por fazer uso da melisma em suas canções e apresentações; Jon Pareles, jornalista do The New York Times, observou seu empenho na modalidade, enfatizando que ela "consegue atingir notas tão rapidamente quanto um míssil e transformar seu alcance em uma espiral acrobática de melismas saltitantes, trêmulas e escalonadas". De acordo com críticos da Rolling Stone, a artista modelou sua "técnica dramática e melismática" acompanhando e replicando a extensão vocal de Etta James.
Além disso, sua habilidade vocal rendeu, ao longo de sua carreira, comparações com outras vocalistas. Em decorrência de sua técnica melismática, David Browne lhe associou à Whitney Houston e Mariah Carey, opinando que as três formam o time das "principais proponentes desta modalidade vocal". Compartilhando da mesma opinião, Sasha Frere-Jones, colunista do The New Yorker, expressou que a técnica era a responsável por torná-la uma "cantora séria" sem precisar "reencarnar a Sarah Vaughan". Steve Kipner — compositor responsável por "Genie in a Bottle" (1999) — considerou que Aguilera detém uma destreza vocal "impressionante", capaz de "internalizar notas [realizadas] por Chaka Khan". Ann Powers, especialista do Los Angeles Times, avaliou que a artista "possuí uma voz potente como a Etta James [...] movendo-a em direção à expressividade [possuída] por Gladys Knight e, até mesmo, Aretha Franklin"; no entanto, a autora observa que sua habilidade vocal em canções de balada apresentam "tendências que a aproximam de Barbra Streisand", além de compará-la à Donna Summer quando atuando em temas influenciados pelo rhythm and blues.
Por outro lado, Aguilera também tem sido criticada pelo uso excessivo da melisma, bem como por "exagerar ao cantar" em suas canções e apresentações. Escrevendo para o The Huffington Post, John Eskow afirma que a artista é a principal proponente do "exagero" e, apesar de reconhecer que ela possua um "grande instrumento", opinou que ela "parece não saber a hora de parar" com o seu uso "gratuito e confeccionado da melisma". Lucy Davies, autora da BBC Music, reconhece que a artista dispõe de uma "voz impressionante", mas indicou que ela "poderia ser mais variada em termos vocais, eliminando principalmente a quantidade de 'oh' e 'yeah' em suas canções". Durante a sessão de gravação do tema "Beautiful" (2002), Linda Perry recordou que a cantora apresentava dificuldade em abaixar o tom de sua voz, aconselhando-a que evitasse o que chama de "improvisações vocais", parando a gravação todas as vezes em que a intérprete começava a "exagerar com seus vocais". Durante um artigo desenvolvido para a revista Entertainment Weekly, Chris Willman opinou que a tendência da vocalista em "exagerar" é fruto da influência que Carey exerceu sobre sua habilidade vocal durante a juventude, destacando que "seu tom ligeiramente anasalado se torna óbvio quando ela começa a exagerar [com] o alcance de seus vocais".

### Influências
De acordo com Pier Dominguez, a violência doméstica que Aguilera sofreu durante a infância impactou diretamente na sua personalidade em formação. No entanto, o autor afirma que, diferente de outras crianças que testemunham a violência em casa, a cantora não demonstrava sentimentos de culpa, distúrbio emocional ou um comportamento agressivo com as pessoas; pelo contrário, ela criou um "mecanismo de defesa interna". Por outro lado, Chloé Govan afirma que o fato de ter sido vítima de bullying na escola a tornou uma pessoa introvertida e insegura. O papel de sua mãe foi crucial para mudar esse cenário, com quem afirma ter aprendido "lições sobre autorrespeito". De fato, diversos críticos concordam que o aprendizado exerceu forte influência sobre o comportamento de Aguilera na transição para a idade adulta e, principalmente, em seus primeiros sucessos na música, "Genie in a Bottle" e "What a Girl Wants" (ambos de 1999), que trazem como referência o empoderamento feminino.
| |  |  |
| Aguilera citou Whitney Houston (esquerda) e Etta James (direita) como algumas de suas principais influências. |  |  |

Aguilera declara que sua maior influência na música foi Etta James: "[Ela] é minha cantora favorita de todos os tempos [...] Ainda serei tão atrevida quanto eu desejo ser e terei a [sua] memória para poder me apoiar. Ela é o que eu quero ser algum dia". Além disso, destacou o musical The Sound of Music (1951), bem como sua atriz principal, Julie Andrews, como uma de suas primeiras referências para cantar e se apresentar. Outras de suas maiores influências incluem Whitney Houston, Mariah Carey, Michael Jackson, Pearl Bailey e a banda Red Hot Chili Peppers. Durante sua infância, relembra que começou a cantar suas primeiras músicas em espanhol como influência de seus pais que ouviam constantemente obras de Julio Iglesias.
Em reconhecimento à sua admiração ao que ela descreve como "mulheres fortes", a vocalista menciona Madonna e Janet Jackson como outras de suas inspirações; durante entrevista ao Jam!, descreveu sua admiração por ambas por "dominarem o palco, o estúdio e as telas e serem bem-sucedidas nos três, mantendo suas forças como artistas femininas que não possuem medo de correrem riscos, serem ousadas e experimentais". Aguilera também destacou o incentivo na sua carreira exercido por Cher, recordando que a viu pela primeira vez no vídeo musical de "If I Could Turn Back Time" (1989), descrevendo-o como um "momento crucial" que a influenciou como "uma mulher forte [que] estava lá e fez tudo antes de qualquer um — que possuía coragem para fazer tudo". Além disso, nomeou Billie Holiday e Ella Fitzgerald como algumas de suas maiores influências para testar sua habilidade vocal durante a juventude.
Algumas de suas inspirações foram retratadas em sua obra artística; no processo de desenvolvimento do projeto Back to Basics (2006), a vocalista revelou incentivar-se por trabalhos divulgados por Marvin Gaye, Aretha Franklin, Nina Simone e Otis Redding. Durante o vídeo musical para "Tilt Ya Head Back" (2004), desempenhou um papel simulando Marilyn Monroe; para o musical Burlesque (2010), voltou a fazer referências à atriz quando regravou uma de suas principais canções, "Diamonds Are a Girl's Best Friend", presente no filme Gentlemen Prefer Blondes (1953). No trabalho audiovisual de "Candyman" (2007), Aguilera executou três papéis distintos como uma alusão à interpretação do tema "Boogie Woogie Bugle Boy" pelo grupo The Andrews Sisters, quando realizaram uma uma breve aparição no longa-metragem Buck Privates (1941). Fora da indústria fonográfica, detém influências no mundo da arte, declarando ser uma apreciadora de obras de Andy Warhol, Roy Lichtenstein e Banksy.

### Estilos musicais e temas
Geralmente referida como uma artista de música popular, Aguilera experimentou diversos gêneros musicais ao longo de sua carreira. Ela explica que sempre tenta trazer algo novo em seus projetos e "testar" com sua voz porque costuma entediar-se facilmente ao repetir suas inspirações, além de verbalizar sua preferência em trabalhar com colaboradores mais "obscuros" e que ela não sente a necessidade de contratar "os números um das tabelas musicais" por conta de sua demanda popular. Revisando-a como artista, Alexis Petridis, jornalista do The Guardian, reconheceu que a "ousadia em se reinventar" em cada um de seus trabalhos divulgados "sempre foi uma de suas facetas mais impressionantes", enquanto Kelefa Sanneh do The New York Times destacou positivamente sua "decisão de esnobar produtores de renome das quais estrelas da música geralmente necessitam".
Em seus primeiros materiais, Christina Aguilera (1999) e Mi Reflejo (2000), seu conteúdo foi produzido em um estilo teen pop diretamente influenciado pelo dance-pop, com o último fazendo também referência ao seu incentivo pela música latina. Almejando crescimento artístico e uma maior diversidade musical, a vocalista colaborou com uma gama de ritmos para Stripped, incluindo R&B, hip-hop, rock e soul, com o qual ela se afastou do nicho adolescente. Em seu quinto projeto, Back to Basics (2006), Aguilera trabalhou com diversos produtores para criar um "disco de retrocesso com elementos da velha guarda combinados à um toque moderno [e] batidas contundentes". Stephen Thomas Erlewine, profissional do AllMusic, o descreveu como uma "declaração artística [...] um pouco egocêntrica, mas também cativante, emocionante e única", enquanto outros profissionais consideraram que ela havia "se encontrado artisticamente".
Em 2010, Aguilera desenvolveu a trilha sonora de Burlesque, cujo conteúdo foi influenciado por Cabaret (1972) e destacava diversas canções que foram refeitas como números dançantes de forma semelhante aos de Moulin Rouge! (2001). No repertório de Bionic (2010), a intérprete foi vista trabalhando com produtores especializados em música eletrônica, criando um projeto de futurepop com elementos provenientes do electro. Sam Lanksy, editor da MTV, descreveu-o como "precocemente brilhante", opinando que seu conteúdo era "inovador e atemporal [...] com uma produção subversiva e ambiental". Para Lotus (2012), Aguilera explorou altamente o electropop, combinando-o com outros ritmos. No entanto, em seu projeto seguinte, ela contribuiu com Kanye West e Anderson Paak e criou Liberation (2018), inspirado diretamente no R&B e hip-hop, estilos que ela havia abordado em seus materiais anteriores de maneira menos ampla, explicando o conceito do projeto por pensar que "não há nada como uma batida incrível de hip-hop. No final do dia, eu sou uma cantora de soul [...] cantar com alma é onde meu núcleo, minha raiz e meu coração realmente estão".
Em relação aos temas de suas obras, Aguilera destacou que ela sente um grande "senso de responsabilidade" em fazer alusões à algumas partes de sua vida pessoal para que as pessoas "possam se identificar e não se sintam sozinhas em determinadas circunstâncias". Na maioria de suas canções, o amor esteve presente entre os assuntos abordados, bem como a maternidade, o casamento e a infidelidade. Por outro lado, também compôs faixas que tratavam do oposto, como violência doméstica e relacionamento abusivo. Seu comportamento com o sexo também ocupa uma parte de seu repertório; em entrevista à People, a intérprete explicou: Se eu quiser ser sexual é para a minha própria apreciação e prazer. É por isso que eu gosto de falar sobre o fato de que me sinto atraída por mulheres. Eu aprecio a feminilidade e a beleza". Reconhecida por incluir o feminismo em seu repertório, ela denunciou o padrão duplo de julgamento pela primeira vez em "Can't Hold Us Down" (2002), afirmando que "enquanto homens são aplaudidos por seus comportamentos sexuais, mulheres são marginalizadas por agirem da mesma forma". Hermione Hoby, autora do The Guardian, gratificou a artista por "incitar um espírito de colaboração entre as mulheres [...] não se intimidando por suas declarações feministas.

## Imagem pública
Aguilera tem reinventado sua imagem pública inúmeras vezes ao longo de sua vida artística. No início da carreira, foi comercializada como uma cantora de bubblegum pop devido ao alto retorno financeiro do gênero no final da década de 1990, tornando-se ídolo entre o público adolescente. Por outro lado, foi acusada de cultivar uma imagem sexual, atraindo críticas em relação às suas roupas reveladoras; em uma entrevista à MTV News, Debbie Gibson acusou a intérprete de "influenciar garotas [a] vestirem cada vez menos", considerando que "ela vive e respira um imagem sexual". Em respostas aos comentários negativos, Aguilera afirmou: "Só porque tenho uma certa imagem, todos querem que eu sirva de modelo. Mas ninguém é perfeito e ninguém pode viver como se fosse". Além disso, durante seus primeiros anos, passou a receber comparações com Britney Spears. David Browne, autor da Entertainment Weekly, notou que a vocalista "parecia agir como uma garota boa tentando ser má" quando comparada à música e imagem de Spears. Em contrapartida, a revista Time a considerou uma artista mais impressionante do que Britney. Megan Turner, jornalista do New York Post, comparou a "batalha" entre ambas artistas na mídia com a ocorrida anteriormente entre The Beatles e The Rolling Stones; no entanto, destacou a diferença entre elas, observando que "enquanto Britney era sexualmente atraente [...] Aguilera possuía charme e um maior apelo juvenil".

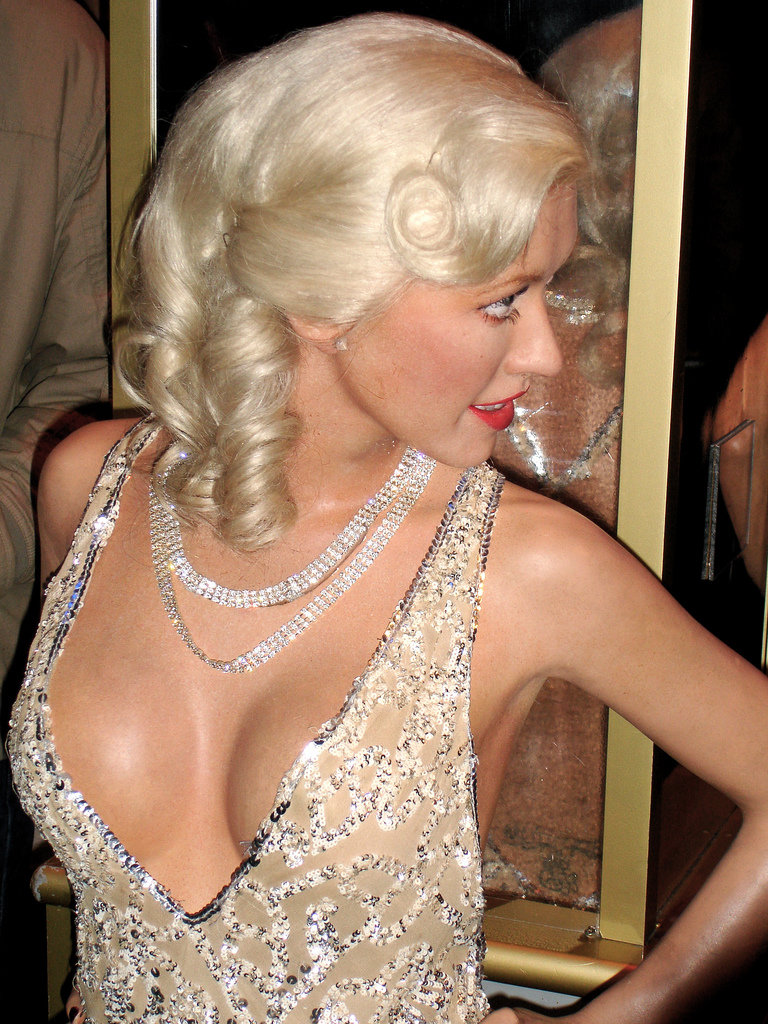
Estátua de Aguilera no Museu Madame Tussauds, localizado em Londres.

Em 2002, Aguilera introduziu seu alter ego Xtina, pelo qual adotou visuais cada vez mais provocantes e extravagantes. Durante o mesmo período, ela pintou seus cabelos de preto, aderiu a piercings pelo corpo e fotografou nua para diversas publicações. Ao analisarem sua nova aparência, os periódicos Vice e Rolling Stone escreveram que suas novas roupas ecoavam como se ela estivesse participando de Girls Gone Wild. Em resposta às novas críticas, a artista reforçou sua nova direção visual se vestindo como freira e, durante uma apresentação de "Dirrty" (2002), despiu-se para revelar o que usaria por baixo enquanto serviria como apresentadora do MTV Europe Music Awards de 2003. De forma mais positiva, Stephen Thomas Erlewine do AllMusic observou que a intérprete "alcançou a maturidade [pessoal] com uma sexualidade transparente e batidas fortes de clubes noturnos". Além disso, durante uma matéria para o The Daily Telegraph, Adam White descreveu que sua "adoção de uma imagem abertamente sexual após um estrelato adolescente foi uma rota testada e comprovada para o sucesso adulto".
Sob a personalidade Baby Jane — uma referência ao filme What Ever Happened to Baby Jane? (1962) — Aguilera voltou a transformar sua imagem pública em 2006; aderindo ao loiro platinado em seus cabelos, ela passou a se vestir inspirada por atrizes da Velha Hollywood. Em 2010, sua nova aparência recebeu destaque na mídia internacional por comparações com a usada por Lady Gaga. Após ganhar peso em 2012, ela foi alvo de críticas por diversas revistas; por outro lado, no ano seguinte, foi bem recebida após aparecer significativamente mais magra. Durante um ensaio para a Paper, na edição de março de 2018, apareceu livre de maquiagem ou qualquer manipulação fotográfica, atraindo atenção para artistas que posariam da mesma forma em suas redes sociais.
Ao longo de sua carreira, Aguilera foi referida como um símbolo sexual. Através do canal VH1, seu nome foi incluído na lista dos artistas mais sensuais do entretenimento em 2002 e 2013; mediante publicações da FHM e Complex, recebeu honrarias semelhantes. Através da Maxim, foi escolhida como a mulher mais sensual de 2003, ao mesmo tempo em que estampou a capa da edição mais vendida da história da revista. Além disso, em emissões da People, foi citada como uma das pessoas mais bonitas do mundo em 2003 e 2007. Seu senso de moda também atraiu atenção da mídia ao longo de sua vida artística; Jon Caramanica, jornalista do The New York Times, concluiu que "Aguilera sempre será lembrada por sua elegância [e] sua escandalosa imagem na música popular feminina". Reconhecida pela Vogue, Janelle Okwodu observou que a intérprete "nunca teve medo de correr riscos na moda [...] em seus vinte anos de carreira, ela encheu seus videoclipes com estilos de cair o queixo e roupas ousadas ao desfilar nas passarelas". Em 2018, seguida por sua aparição em eventos da New York Fashion Week, a vocalista foi reconhecida como uma das pessoas mais estilosas do ano através da Dazed. Além disso, é referida como um ícone gay; em 2019, foi honrada pela Human Rights Campaign (HRC) por usar sua "plataforma para compartilhar uma mensagem de esperança e inspiração para aqueles que têm sido marginalizados [...] trazendo maior visibilidade para a comunidade LGBTQ".
Aguilera tem chamado seus fãs de "Fighters", cujo título se tornou o apelido para se referirem à sua base de admiradores nas redes sociais. Reconhecida como uma das musicistas mais populares no Twitter, onde acumula cerca de 17 milhões de seguidores, ela figurou-se ainda entre os artistas mais pesquisadas do mundo através da ferramenta de busca do Google nos anos de 2002, 2004 e 2010; pelo Yahoo! Search, listou-se como uma das mulheres mais procuradas em 2003, além de ser uma das artistas com mais fotografias buscadas pela plataforma. Seguida por sua integração no painel de mentores do programa de competição musical The Voice, transmitido pela National Broadcasting Company (NBC), Aguilera foi referida como uma das personalidades mais bem pagas da televisão norte-americana; em 2011, foi divulgado que ela recebia cerca de 225 mil dólares por episódio gravado, além de 12 milhões por temporada em 2013, 12.5 milhões em 2014 e 17 milhões em 2016.

## Legado e impacto
Diversos jornalistas musicais e autores têm notado o legado de Aguilera na indústria do entretenimento, considerando-a uma das maiores artistas da música popular contemporânea. Em 2004, ela foi escolhida como uma das musicistas de maior influência na indústria fonográfica pelo jornal The Independent; em 2012, listou-se entre as dez mulheres mais importantes da música pelo canal VH1. No início de sua carreira, cultivou popularidade como um ídolo adolescente; além de ser referida como uma das artistas responsáveis por reviver o teen pop no final da década de 1990, a revista Time noticiou que ela "foi pioneira de um tipo diferente de estrelado adolescente", creditando sua habilidade vocal como a responsável pelo fenômeno. Desde então, Aguilera tem sido nomeada como uma das maiores vocalistas da música popular; através da MTV, foi citada como uma das maiores vozes surgidas desde a década de 1980, enquanto a Rolling Stone e Consequence of Sound a incluíram em suas listas de maiores cantores de todos os tempos. Em 2013, o periódico Latina a honrou com o título de maior intérprete de origem latina da história. Graças à sua capacidade vocal e influência no mercado da música, passou a ser referida na mídia internacional sob os títulos de "Princesa do Pop" e "Voz da Geração".

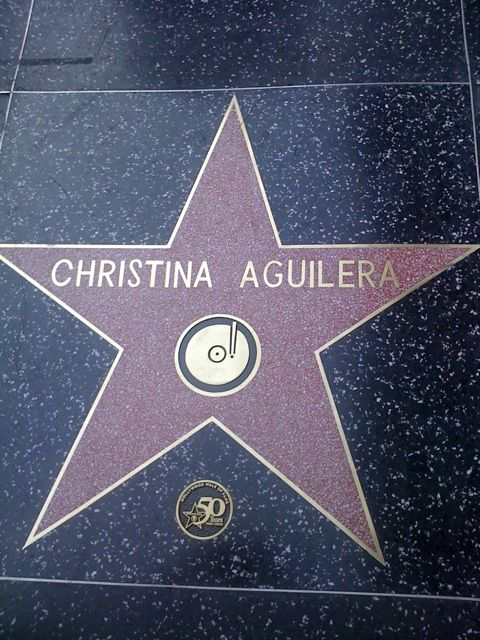
Em 2010, Aguilera foi honrada com a estrela que imortalizou seu nome na Calçada da Fama, localizada em Hollywood

Ao iniciar sua carreira musical no final da década de 1990, Aguilera foi citada como uma das artistas que moldaram a "Explosão Latina", além de ter contribuído para a febre da música latina no mercado norte-americano no início do século XXI. Considerada uma das maiores artistas da década de 2000, ela tem sido classificada entre as principais influências da Geração Millennials; através da revista Vice, Wanna Thompson relembrou que ao lado de Britney Spears, "Aguilera dominou as principais discussões sobre cultura popular [...] suas músicas e visuais perfeitamente embalados atraíam pré-adolescentes e adolescentes que desejavam ser como [ela]". O sucesso comercial de seus primeiros projetos como cantora de bubblegum pop se tornou uma fórmula, causando um efeito que inspirou gravadoras à investirem em novas artistas que atraíssem o mesmo apelo juvenil, catapultando nomes como Jessica Simpson e Mandy Moore.
Críticos também destacam o impacto de seu trabalho na cultura popular; enquanto Stripped (2002) foi citado como o "modelo de projeto para artistas femininas fazerem a transição de ídolo adolescente para estrela adulta", Aguilera é creditada por "pavimentar o caminho para uma nova geração de cantoras". Jeff Benjamin, profissional da Billboard, destacou que o disco explorou um "processo de auto-identificação e declaração que ainda influencia a cena musical", além de observar que "as maiores estrelas da música popular atual seguem um caminho semelhante, explorando e incorporando as mesmas estratégias em suas carreiras". Em 2007, seu projeto de estreia (1999) foi adicionado à lista dos 200 álbuns definitivos no Rock and Roll Hall of Fame em "reconhecimento aos mais populares e influentes trabalhos divulgados na história da música". Desde então, Aguilera e sua obra têm servido de influência para diversos artistas, incluindo Ariana Grande, Ava Max, Camila Cabello, Demi Lovato, Dua Lipa, Grimes, Halsey, Karol G, Kelly Clarkson, Lady Gaga, Miley Cyrus, Olivia Rodrigo, Rina Sawayama, Rosalía, Sabrina Carpenter, Sam Smith, Selena Gomez e Tinashe.
Aguilera também é reverenciada por sua importância para o feminismo dentro da música popular; críticos concordam que a artista usou uma imagem sexual no início da década de 2000 para catalisar o público a discursar sobre o assunto, bem como sobre a sexualidade. Lamar Dawson, colunista do The Huffington Post, elogiou os esforços feministas da artista na indústria fonográfica, reconhecendo que "apesar de não ser a primeira estrela da música a espalhar o feminismo, ela liderou como uma influência do século XXI na então próxima geração de adolescentes que eram muitos jovens para os currículos de Janet [Jackson] e Madonna". Gerrick D. Kennedy, autor do Los Angeles Times, compartilhou o mesmo ponto de vista e adicionou que "para uma geração que atingiu a puberdade durante a explosão da cultura popular na década de 2000, Aguilera era uma voz essencial com músicas que abordavam o autoempoderamento, o feminismo, o sexo e a violência doméstica — assuntos que seus contemporâneos estavam se esquivando". Rhiannon Lucy Cosslett, escrevendo para o The Guardian, opinou que a rotina de danças provacativas da cantora em seus vídeos musicais foram "empoderadoras", ao passo em que ela é geralmente referida como a precursora do estilo de dança slutdrop.
O impacto da videografia de Aguilera na cultura popular também foi analisado pelos críticos de música. Enquanto "Dirrty" (2002) tem sido descrito como "um dos vídeos mais controversos da história da música popular", bem como um dos maiores de todos os tempos, Issy Beech do I-D reconheceu que a obra audiovisual "abriu caminho para vídeos como 'Anaconda' e 'Wrecking Ball' [...] pavimentando o caminho para a liberdade sexual da mulher na música". No vídeo musical para "Beautiful" (2002), a cena de destaque de um beijo homossexual tem sido considerada como um dos momentos mais importantes da cultura LGBT, dando início à imagem da artista como um ícone gay. Ambas as obras foram eleitas alguns dos maiores videoclipes divulgados no século XXI por editores da revista Billboard, enquanto Aguilera foi nomeada uma das artistas femininas mais importantes da era dos vídeos musicais. Em 2012, sua coleção de vídeos e alguns de seus principais visuais usados ao longo da carreira fizeram parte de uma exposição no Museu Nacional das Mulheres nas Artes, destinada à "ilustrar os papéis essenciais que as mulheres exerceram no avanço da cultura americana". Jon Caramanica, jornalista do The New York Times, também destacou as contribuições da vocalista para a televisão norte-americana, observando que um elevado número de artistas assinaram contrato com redes televisivas para atuarem como mentores de programas de competições após sua participação no The Voice.

## Conquistas

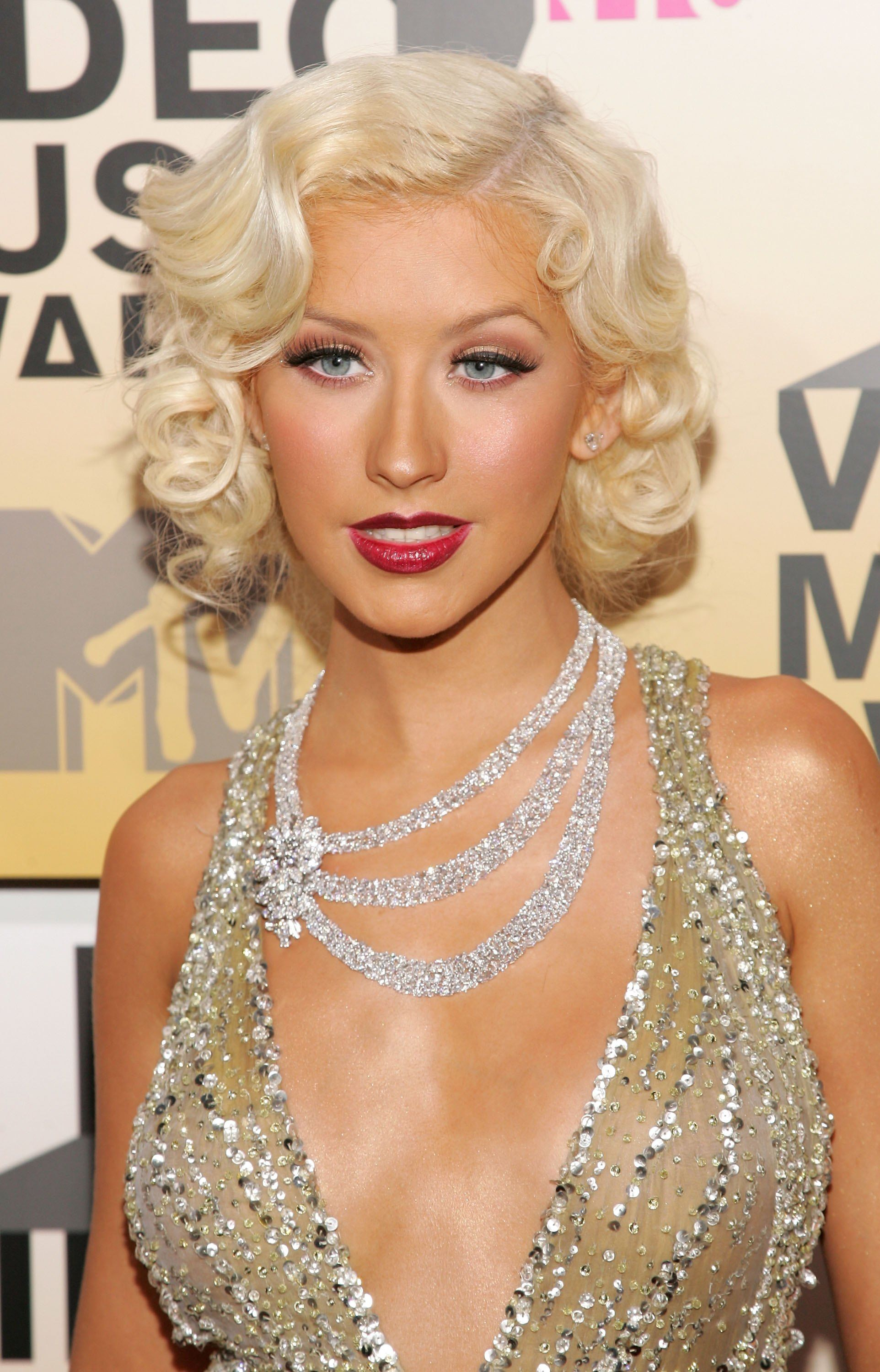
Aguilera durante o evento de premiação do MTV Video Music Awards de 2006.

Ao longo de sua carreira, Aguilera acumulou diversos prêmios e reconhecimentos. Aos dezenove anos, venceu o Grammy Award de Artista Revelação, sendo reconhecida através da The Recording Academy como uma das pessoas mais jovens a receber tal honraria — através da mesma premiação, recebeu outras quatro estatuetas. Além disso, foi vencedora de dois Grammy Latinos, dois MTV Video Music Awards e possuí um feito reconhecido pelo Guinness World Records. Em 2010, foi imortalizada na Calçada da Fama de Hollywood em "honra às suas contribuições para a indústria fonográfica"; do mesmo modo, em 2019, teve seu nome imortalizado como uma Lenda da Disney em "agradecimento às suas notáveis contribuições para a história da Walt Disney Company". Além de ser geralmente citada como uma das artistas de origem latina mais proeminentes da indústria do entretenimento, em 2013, Aguilera fez parte de uma das listas anuais da revista Time, sendo reconhecida como uma das 100 pessoas mais influentes do mundo pela revista Time em 2013.
Aguilera é uma recordista de vendas no mundo, tendo distribuído cerca de 75 milhões de unidades com seus trabalhos. Nos Estados Unidos, as vendas de seus discos superam os 18.3 milhões de exemplares, de acordo com a Nielsen Soundscan; 8 milhões referem-se ao seu álbum de estreia, presente na lista dos mais vendidos no país, elaborada pela Recording Industry Association of America (RIAA). Em relação às suas vendas no âmbito digital, estimam-se que foram distribuídas cerca de 21,4 milhões de canções em território norte-americano até 2014. No Reino Unido, as vendas de seus projetos ultrapassam a marca de 9,4 milhões de unidades; em distribuição de canções, foram mais de 6,1 milhões de cópias, bem como 3,3 milhões de discos comercializadas em território britânico até 2013. Conforme levantamento organizado pela The Official Charts Company (OCC), seu quarto registro é um dos poucos a superar os 2 milhões de exemplares vendidos, sendo o material divulgado por uma artista norte-americana mais bem-sucedido da década de 2000, bem como um recordista de vendas do milênio no país.
Através da revista Billboard, Aguilera foi apontada como uma das maiores artistas da década de 2000, bem como a intérprete feminina com mais vendas acumuladas no ano de 2000 e 2003; além disso, é a segunda vocalista que mais vendeu faixas nos Estados Unidos entre os anos de 2000 e 2009. Através da mesma publicação, foi confirmada como uma das profissionais mais bem-sucedidas nas paradas musicais da Pop Songs e Hot Dance Club Songs; em sua atuação dentro da Billboard Hot 100, é uma das quatro cantoras a colocar canções na liderança da tabela em três décadas distintas, nomeadamente em 1990s, 2000s e 2010s. Em 2020, foi reconhecida pela Pollstar como uma das artistas femininas mais rentáveis na indústria dos concertos; de acordo com a publicação, ela vendeu mais de 1.8 milhões de ingressos para suas apresentações ao longo da carreira, com uma arrecadação superior à 113,8 milhões de dólares. Em 2016, realizou seu concerto de maior público, atraindo cerca de 250 mil espectadores para o seu ato durante o Festival Mawazine, no Marrocos, tornando-se o recorde de audiência na história do evento.

## Discografia
- Christina Aguilera (1999)
- Mi Reflejo (2000)
- My Kind of Christmas (2000)
- Stripped (2002)
- Back to Basics (2006)
- Bionic (2010)
- Lotus (2012)
- Liberation (2018)
- Aguilera (2022)

## Filmografia
- Burlesque (2010)
- Zoe (2018)

## Concertos

### Turnês
- Christina Aguilera in Concert (2000–2001)
- Justified and Stripped Tour (2003) (com Justin Timberlake)
- Stripped World Tour (2003)
- Back to Basics Tour (2006–2008)
- The Liberation Tour (2018)
- The X Tour (2019)

### Residências
- Christina Aguilera: The Xperience (2019–20)